# Oda av Meissen

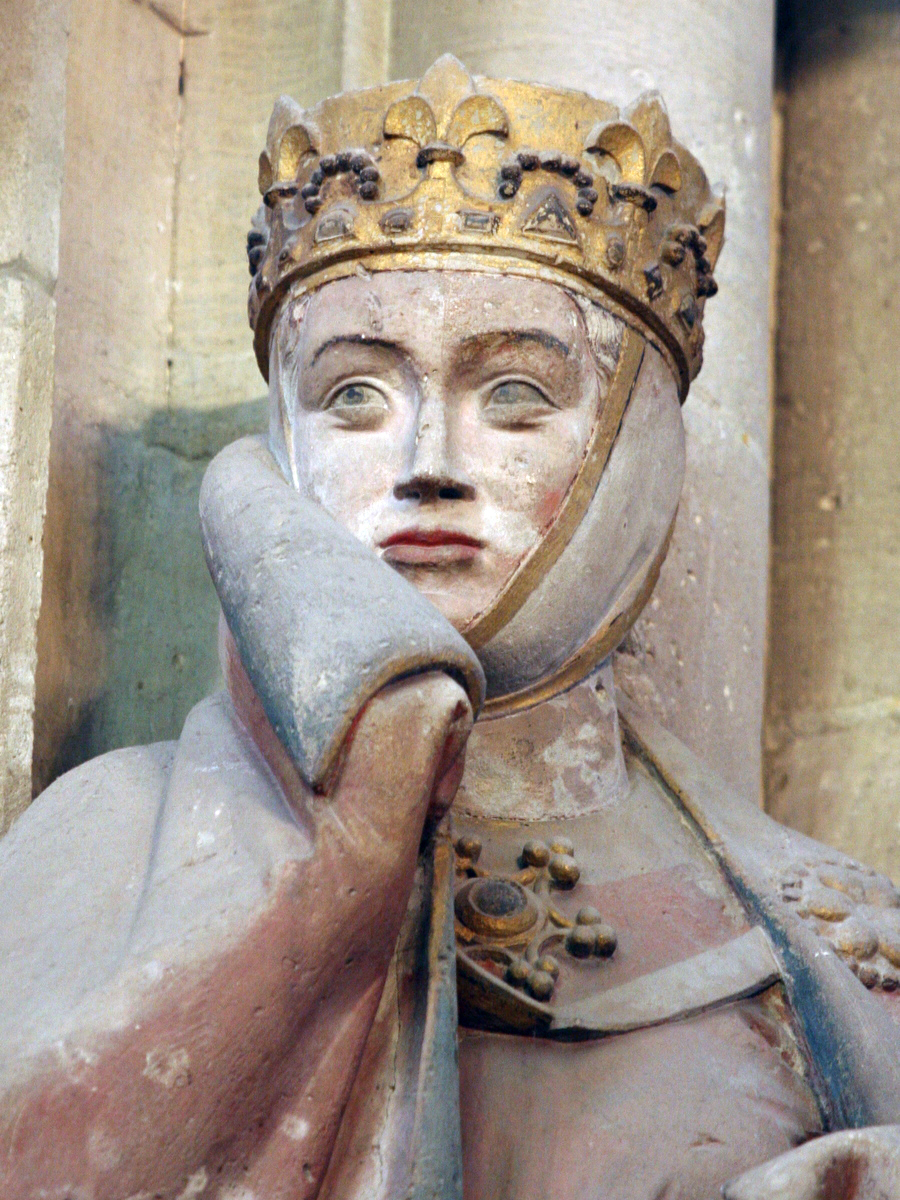
Oda av Meissen

Oda av Meissen, född 996, död efter 1018, var en polsk drottning, gift med kung Boleslav I av Polen. Hon var hertiginna av Polen fram till 1025, då Boleslav fick titeln kung och hon därmed titeln drottning. 